# Margaret Moth
Margaret Moth, vero nome Margaret Wilson, conosciuta anche come Margaret Gipsy Moth (Gisborne, 30 gennaio 1951 – Rochester, 21 marzo 2010) è stata una fotografa e fotoreporter neozelandese.

## Biografia
Il rapporto con l'immagine fotografica iniziò molto presto, quando ad otto anni ricevette in regalo la sua prima macchina fotografica. Da adolescente decise di cambiare il proprio nome perché troppo ordinario e scelse quello di "Margaret Gipsy Moth", poi ridotto solo a Margaret Moth: ed è così che verrà consacrata. Dopo aver frequentato l'università di Canterbury a Christchurch nelle materie di fotografia e cinema, divenne la prima donna ad essere camerawoman in Nuova Zelanda, prima di trasferirsi a Dunedin per lavorare per la tv locale, poco dopo fu chiamata alla tv nazionale TVNZ. Era una donna appassionata di paracadutismo, suonava le campane delle chiese locali, si vestiva sempre di nero tanto che era conosciuta come "la signora in nero".
Si trasferì ad Houston, dove rimase a lavorare per il canale televisivo KHOU per il quale documentò le rivolte indiane in seguito all’assassinio di Indira Gandhi nel 1984, prima di accedere alla CNN nel 1990. Divenne quasi subito, soprattutto per il suo coraggio dinanzi a situazioni di estremo pericolo, la principale fotoreporter nel documentare gli svolgimenti della Guerra del Golfo, creatasi nel tentativo di liberare il Kuwait dal dominio di Saddam Hussein. Spesso lavorava con la corrispondente Christiane Amanpour come nel corso della breve guerra civile svoltasi a Tbilisi nel 1991, dopo la dissoluzione dell'URSS, quando gli altri colleghi si nascondevano dietro le auto, lei rimase in piedi a filmare gli eventi della battaglia. Così come in Israele, senza apparente paura dinanzi ad un soldato israeliano che le puntava un fucile e che sparò un colpo contro di lei, senza colpirla. Infine la tragedia della guerra in Bosnia, in particolare a Sarajevo.
Dopo che Moth e i suoi colleghi avevano trascorso molte giornate e molte notti a filmare i bombardamenti nella città in quello che restava di un Holiday Inn, nascondendo con dello scotch nero la luce rossa della telecamera, il 23 luglio 1992, Moth ed altri due colleghi della CNN decisero quello che i corrispondenti internazionali chiamavano "uno dei migliori lassativi conosciuti dall'umanità" ovvero la corsa in auto a tutto gas dal centro della città verso l'aeroporto lungo un viale deserto, il Viale dei cecchini, costellato da cecchini serbi. Il loro scopo era quello di intervistare i piloti dei voli di soccorso in quell'aeroporto che altrimenti sarebbe stato chiuso e assediato. Anche se il mezzo su cui viaggiava andava veloce, Moth fu colpita in faccia da un proiettile, presumibilmente ben mirato da un cecchino a molte centinaia di metri di distanza. Ciò le provocò la frantumazione della mascella con la distruzione dei denti e gran parte della lingua. Anche se ricevette cure d'emergenza in loco, la CNN la fece operare negli Stati Uniti presso la Mayo Clinic. Per molto tempo non riuscì a parlare e la sua faccia fu irrimediabilmente deformata. Tempo dopo le chiesero cosa pensasse dell'uomo che le sparò, come ricorda il corrispondente della CNN Stefano Kotsonis che era con lei quella notte. Moth rispose: "Siamo entrati nella loro guerra. È giusto. Loro sono in guerra e io mi sono intromessa".
Trascorsi sei mesi in ospedale tornò non solo a lavorare, ma volle essere inviata di nuovo a Sarajevo, scherzando che sarebbe andata a cercare i suoi denti perduti. Moth, ricordano i suoi colleghi, era una donna spiritosa, ma aveva a cuore anche di insegnare i segreti ai giovani reporter in un mestiere pericoloso come quello. Poi di nuovo in Medio Oriente nel 2002, dove si nascose con i palestinesi che protestavano per riuscire a raggiungere Yasser Arafat con lo scopo di ottenere una intervista esclusiva; e nel 2006 a Baghdad per filmare le ultime ore del regime di Saddam Hussein.
Nel 2007 scoprì di avere una forma aggressiva di tumore al colon che non le lasciava speranze. In una successiva intervista alla CNN disse scherzando: "Morendo di cancro, mi sarebbe piaciuto pensare che sarei uscita con un po' più di stile, ma sento che posso morire con dignità: questa è la cosa principale". Nel 2023 è uscito il film Never Look Away, incentrato sulla vita di Margaret Moth, realizzato dalla regista/attrice Lucy Lawless, presentato nel gennaio 2024 al Sundance Film Festival.